# Repertorium (Homöopathie)
Als Repertorium  wird in der Homöopathie ein Nachschlagewerk bezeichnet, welches aus der so genannten Materia medica, der homöopathischen Arzneimittellehre, extrahiert wird und der Ermittlung eines geeigneten Mittels dienen soll. In einem homöopathischen Repertorium sind die verschiedenen Symptome nach homöopathischen Kategorien in Rubriken mit ausführlichen gestaffelten Angaben zu Bereichen, Begleitumständen, Bedingungen und Zeit aufgelistet und dazu alle jeweils passenden homöopathischen Mittel, bei deren Anwendung diese Symptome beschrieben wurden, je nach Wichtigkeit mit einer so genannten homöopathischen Wertigkeit von 1–4. 
Diese Auflistung ist je nach Verfasser des Repertoriums nicht immer identisch und erfordert aufgrund ihres komplizierten Aufbaus eine intensive Einarbeitung durch den jeweiligen Homöopathen. 
Durch eine ausführliche Befragung des Patienten sollen dessen Symptome einschließlich aller Besonderheiten zusammengetragen werden und durch Abgleich mit der entsprechenden Auflistung des Repertoriums genau dasjenige Mittel herausgesucht werden, das bei allen Symptomenbeschreibungen verzeichnet ist. 
Nach homöopathischem Verständnis soll dabei besonderes Augenmerk auf für den Krankheitsverlauf untypische und für den Patienten prägnante Symptome gelegt werden; zusätzlich zu dieser so genannten Repertorisation sollen die ausführlichen Mittelbeschreibungen der Materia Medica zu Rate gezogen werden, um das Mittel auszuwählen, welches in Konstitution und Symptomen am ehesten dem Patienten entspricht.
Neben gedruckten Repertorien wird heute auch Repertoriumsoftware verwendet, um das Auffinden der Symptome unter anderem mittels Suchfunktionen zu erleichtern.

## Homöopathische Repertorien
- Georg von Keller, Jost Künzli von Fimmelsberg (Hg.): Kents' Repertorium der homöopathischen Arzneimittel, Karl F. Haug Fachbuchverlag, 14., überarb. Aufl. 1999, ISBN 978-3830402985.
- Kents' Repertorium der homöopathischen Arzneimittel, Taschenbuchausgabe, Narayana Verlag, Kandern 2., korr. Aufl. 2008, ISBN 978-3-939931-23-2.
- Horst Barthel (Hg.): Synthetisches Repertorium: Gemüts- und Allgemeinsymptome der homöopathischen Materia medica, Karl F. Haug Fachbuchverlag, Heidelberg 2005, ISBN 978-3830470014.
- William Boericke: Homöopathische Mittel und ihre Wirkungen: Materia Medica und Repertorium, Verlag Grundlagen und Praxis, 9. überarb. Auflage 2008, ISBN 978-3937268255.
- Martin Bomhardt: Symbolisches Repertorium, Verlag Homöopathie und Symbol, Berlin 3., erweiterte Aufl. 2000, ISBN 3-9804662-5-6.
- R. S. Phatak: Homöopathisches Repertorium, Urban & Fischer Verlag, 2006, ISBN 978-3437575709.
- Robin Murphy: Klinisches Repertorium der Homöopathie. Narayana Verlag, Kandern, 2007, ISBN 978-3-921383-98-8.